# Recensământul Statelor Unite ale Americii din 1820
Recensământul Statelor Unite ale Americii din 1820 (engleză The United States Census of 1820) a fost al patrulea din recensămintele efectuate o dată la zece ani în Statele Unite ale Americii, fiind al patrulea dintr-o serie ce cuprinde azi 23 de calculări ale populației Uniunii.  A fost încheiat la 7 august 1810. 
Populația totală determinată a fost de 9.638.453 de locuitori. 

## Componența Statelor Unite ale Americii în 1820

Animaţie prezentând ordinea intrării statelor în Uniune (1776 - 1959)

În 1820, la data încheierii recensământului, Statele Unite aveau 23 de state, Uniunea fiind constituită din cele 17 state care fuseseră parte a Uniunii în 1810, anul celui de-al treilea recensământ, la care s-au adăugat următoarele entități, devenite state ale Statelor Unite în deceniul 1811 - 1820: 
- 18. Louisiana, la 30 aprilie 1812
- 19. Indiana, la 11 decembrie 1816
- 20. Mississippi, la 10 decembrie 1817
- 21. Illinois, la 3 decembrie 1818
- 22. Alabama, la 14 decembrie 1819 și
- 23. Maine, la 15 martie 1820.